# جواد الياميق
جواد الياميق (مواليد 29 فبراير 1992) هو لاعب كرة قدم مغربي يلعب في مركز الدفاع مع نادي الوحدة السعودي ضمن منافسات الدوري السعودي للمحترفين، ومنتخب المغرب لكرة القدم.

## المسيرة الكروية

### البدايات
ولد جواد في 29 شباط من عام 1992 في مدينة وادي زم وسط المغرب. انضم إلى مركز تدريب فريق أوليمبيك خريبكة في وقت لاحق ولعب في البطولة الوطنية المغربية، حيث عُرف عنه هناك بقوته الدفاعية وصلابته البدنية.

### أولمبيك خريبكة
في سن التاسعة عشر، لعب المدافع الشاب أول مباراة له بقميص الفريق الأخضر عام 2011، حيث تميز بقامته الكبيرة وحجمه الضخم نوعا ما، مما كان يسمح له بإيقاف خصومه من جهة والتسديد برأسه عند الركنيات أو الركلات الحرة المباشرة من جهة ثانية.
موسم 2014-2015 كان خاص بالنسبة لجواد وزملائه في فريق أوليمبيك خريبكة حيث تمكنا من إنهائه كوصيف لبطل الدوري في تلك النسخة نادي الوداد الرياضي، وفي نفس العام اختير جواد الياميق في قائمة أفضل 11 في البطولة المغربية، مما دفع محمد فاخر (مدرب المنتخب المغربي المحلي في تلك الفترة) إلى المناداة عليه من أجل المشاركة في بطولة أمم أفريقيا للمحليين مع المغرب. وفي عام 2015 توج جواد بكأس العرش حينما فاز فريقه في النهائي على الفتح الرباطي.
في 29 نوفمبر 2015، وقع جواد على عقد مع نادي الرجاء الرياضي لمدة موسمين كاملين، لكنه كان قد شارك مع فريق الفوسفاط في دوري أبطال أفريقيا 2016 حيث أُقصي على يد فريق النجم الرياضي الساحلي التونسي.

### الرجاء الرياضي
بعد 5 سنوات في تكوين شخصيته مع أولمبيك خريبكة، قرر جواد أن يترك هذا الأخير باحثا عن تجربة جديدة مع فريق جديد، وقد كان مطلوبا من العديد من الأندية أبرزها الوداد والرجاء والجيش الملكي.
في ميركاتو صيف 2016، وقع جواد البالغ من العمر آنذاك 25 عاما عقدا مع الرجاء البيضاوي (وصيف بطل كأس العالم للأندية في نسخة 2013) يمتد لأربع سنوات كاملة بخلاف ما كان يُروج له، وسرعان ما حصل على رسميته في الفريق حيث غالبا ما كان خط الدفاع الرجاوي يتكون من بدر بانون (خريج فريق الأمل) والمدافع الدولي محمد أولحاج. وبفضل العروض الرائعة التي قدمها جواد تمكن من فرض نفسها كخليفة لأولحاج، وكان الثنائي الياميق/بانون قد قدما أداءً جيدا في معظم مباريات البطولة في نسخة 2016-2017 مما جعلهما نقطة محورية في المنتخب الوطني المغربي للاعبين المحليين.
في نهاية الموسم، جاء دفاع نادي الرجاء الرياضي في المرتبة الثانية من حيث عدد الأهداف المستقبلة، مع العلم أن الفريق قد احتل المركز الثالث في التصنيف العام للدوري.

### فشل الانتقال إلى نانت
في عام 2017، أعرب نادي نانت الفرنسي عن اهتمامه باللاعب المغربي مع العلم أن العديد من الأندية كانت حينها تُركز على اللاعب قصد الحصول على خدماته، بما في ذلك تولوز ولاتسيو وروما، لكن في نهاية المطاف لم تتم الصفقة ولم يُعلن نادي نانت سبب فشلها.
لم تتوقف الأمور عند هدا الحد، فما كان على اللاعب جواد الياميق سوى بذل المزيد من العطاء والاجتهاد من أجل تحقيق حلم اللعب في إحدى الدواري الأوروبية الكبرى، فمع بداية الموسم الجديد 2017-2018 كان عطاء جواد الياميق يتطور أكثر وأصبح صخرة قوية في دفاع الرجاء يصعب تجاوزه مع مشاركته رفقة القائد بانون وفي يناير من سنة 2018 شارك رفقة منتخب المغرب في بطولة أمم أفريقيا للمحليين التي استضافتها المغرب وكان وراء تتويج المنتخب بالبطولة ما زاد من أسهم الرجل الذي راقبته أعين نادي جنوى الذي تمكن من شراء عقد اللعب من الرجاء.
وانتقل جواد الياميق إلى نادي الوحدة السعودي قادمُا من نادي ريال بلد الوليد الإسباني بحسب ما اعلنه نادي الوحدة بتاريخ 15 أغسطس 2023

## مع المنتخب
في عام 2017، استدعي جواد للمشاركة مع المنتخب المغربي لأول مرة من قبل المدرب الفرنسي هيرفي رونار وذلك بهدف تعويض غياب قائد أسود الأطلس المهدي بن عطية. لعب الياميق أول مباراة له بقميص منتخب بلاده يوم 24 مارس/آذار ضد بوركينا فاسو في الملعب الكبير في مراكش، وبعد أربعة أيام عين في التشكيلة الرسمية التي ستواجه المنتخب التونسي في المقابلة التي أسفرت عن انتصار المغرب (1-0)، والتي أظهر جواد فيها أداء دفاعيًا جيدًا برفقة غانم سايس. استدعي جواد مجددا للمشاركة في تصفيات كأس الأمم الأفريقية لكرة القدم 2019، وخاض أول مباراة رسمية ضد الكاميرون، خسر فيها المنتخب المغربي بهدف دون مقابل.

## المباريات الوطنية
| # | التاريخ       | الملعب                               | الخصم        | النتيجة | المنافسة                        |
| - | ------------- | ------------------------------------ | ------------ | ------- | ------------------------------- |
| 1 | 24 مارس 2017  | الملعب الكبير، مراكش، المغرب         | بوركينا فاسو | 2 – 0   | مباراة ودية                     |
| 2 | 28 مارس 2017  | الملعب الكبير، مراكش، المغرب         | تونس         | 1 – 0   | مباراة ودية                     |
| 3 | 10 يونيو 2017 | ملعب أحمدو أهيدجو، ياوندي، الكاميرون | الكاميرون    | 0 – 1   | تصفيات كأس الأمم الأفريقية 2017 |

## الألقاب والإنجازات

### الألقاب
أولمبيك خريبكة
- كأس العرش : 2015

 الرجاء الرياضي
- كأس العرش : 2017

 المغرب
- كأس أمم إفريقيا للمحليين : 2018
- كأس العالم : المركز الرابع 2022

### فردية
- تشكيلة الموسم في البطولة المغربية موسم 2014-2015

## روابط خارجية
- جواد الياميق على موقع قاعدة بيانات كرة القدم.إي يو (الإنجليزية)
- جواد الياميق على موقع ناشيونال فوتبول تيمز (الإنجليزية)
- جواد الياميق على موقع Soccerway.com (الإنجليزية)
- جواد الياميق على موقع عالم كرة القدم.نت (الإنجليزية)